# Coryphopterus
Coryphopterus is een geslacht van straalvinnige vissen uit de familie van grondels (Gobiidae). Het geslacht is voor het eerst wetenschappelijk beschreven in 1863 door Gill.

## Soorten
- Coryphopterus alloides Böhlke & Robins, 1960
- Coryphopterus dicrus Böhlke & Robins, 1960
- Coryphopterus eidolon Böhlke & Robins, 1960
- Coryphopterus glaucofraenum Gill, 1863
- Coryphopterus gracilis Randall, 2001
- Coryphopterus humeralis Randall, 2001
- Coryphopterus hyalinus Böhlke & Robins, 1962
- Coryphopterus kuna Victor, 2007
- Coryphopterus lipernes Böhlke & Robins, 1962
- Coryphopterus personatus (Jordan & Thompson, 1905)
- Coryphopterus punctipectophorus Springer, 1960
- Coryphopterus thrix Böhlke & Robins, 1960
- Coryphopterus tortugae (Jordan, 1904)
- Coryphopterus urospilus Ginsburg, 1938
- Coryphopterus venezuelae Cervigón, 1966